# Rivalidade entre Brasil e Uruguai no futebol
A rivalidade entre Brasil e Uruguai no futebol, também conhecida como Clássico do Rio Negro (em espanhol: Clásico del Río Negro), é a rivalidade esportiva envolvendo as seleções nacionais do Brasil e do Uruguai, e seus respectivos torcedores. O futebol é o esporte mais popular em ambos os países e juntos possuem 7 conquistas da Copa do Mundo da FIFA e 24 da Copa América.
Embora não seja considerada tão grande quanto as rivalidades da Argentina com o Brasil ou o Uruguai, os jogos entre eles têm uma atmosfera muito tensa devido ao seu encontro infame na final de facto da Copa do Mundo da FIFA de 1950, onde o Uruguai chocou completamente os favoritos brasileiros por 2 a 1 no Maracanã, no Brasil, permitindo que a La Celeste reivindicasse seu 2º título da Copa do Mundo. O jogo apelidado de Maracanaço (em espanhol: Maracanazo), é considerado por muitos brasileiros (e pela mídia mundial) como uma das piores e mais embaraçosas derrotas do país.

## História

### Primeiros confrontos
Uruguai e Brasil jogaram sua primeira partida oficial um contra o outro na edição inaugural de 1916 do Campeonato Sul-Americano, onde o Uruguai venceu por 2 a 1 e venceu o torneio após um empate por 0 a 0 com a Argentina. O Brasil, por outro lado, terminou em 3º lugar.[carece de fontes?]
No Campeonato Sul-Americano de 1920, o Brasil registrou sua maior derrota de todos os tempos para qualquer país, quando sofreu 6 gols da La Celeste em 18 de setembro de 1920 no Estádio Valparaíso Sporting Club em Viña del Mar, Chile. O jogo manteve o recorde de pior derrota do Brasil até a partida do Mineiraço em 2014, onde a Alemanha empatou o recorde por 7 a 1.[carece de fontes?]
De 1931 a 1976, o Uruguai e o Brasil se encontraram irregularmente 10 vezes na Copa Rio Branco. As partidas foram usadas para decidir qual time era melhor na época.[carece de fontes?]

### Copa do Mundo da FIFA de 1950
A final da Copa do Mundo da FIFA de 1950 é talvez a partida mais famosa entre o Brasil e o Uruguai, já que a partida tem sido vista como a maior em sua rivalidade. O Brasil havia cruzado para a vitória em sua primeira fase de grupos, o Grupo 1, ao vencer todos os times, exceto a Suíça, que só conseguiu um empate por 2 a 2. O Uruguai, por outro lado, jogou apenas um jogo em todo o torneio contra a Bolívia, quando a França se retirou do torneio e deixou o grupo com apenas duas equipes. O Uruguai demoliu a Bolívia por 8 a 0 e se classificou automaticamente para a rodada final. Antes da partida final, o Brasil havia derrotado a Suécia por 7 a 1 e a Espanha por 6 a 1, enquanto o Uruguai mal conseguiu um empate por 2 a 2 com a Espanha e uma vitória por 3 a 2 sobre a Suécia. O Brasil também havia vencido o Campeonato Sul-Americano de 1949, apenas um ano antes (também no Brasil), e muitos brasileiros esperavam uma repetição de sua vitória por 5 a 1 sobre eles durante o torneio. Grande parte do Brasil já estava comemorando sua vitória antes do início da partida. Várias publicações de notícias brasileiras já haviam relatado uma vitória brasileira, enquanto muitos civis estavam ocupados nas ruas, antecipando o que teria sido então, o primeiro triunfo da Copa do Mundo do Brasil. Pelo contrário, o Uruguai estava se preparando para uma virada e o capitão, Obdulio Varela, disse a seus companheiros de equipe, enquanto estavam em seu banheiro para cuspir e urinar em um monte de jornais brasileiros que já haviam declarado o Brasil vencedores do torneio. O Brasil só precisava de pelo menos um empate com o Uruguai para vencer a competição, no entanto, aos 79 minutos da partida, Alcides Ghiggia, marcou um gol inesperado sob o goleiro brasileiro, Barbosa, para trazer o placar para 2 a 1 a favor do Uruguai. Todo o estádio (exceto os jogadores uruguaios) ficou estranhamente quieto por alguns momentos, retornando para apoiar o Brasil pelo resto do jogo. No entanto, após o apito final, a multidão caiu de volta em profundo silêncio e tristeza, e muitos brasileiros ficaram de coração partido após a partida e não houve celebração nas ruas. Grande parte da culpa da derrota foi direcionada para Barbosa, por não salvar o gol crucial, e ele não teve permissão para vir comentar uma partida ou vir a uma sessão de treinamento por medo de amaldiçoarem a equipe. No entanto, ele disse em uma entrevista antes de sua morte em 2000 que, "A punição máxima no Brasil é de 30 anos de prisão, mas eu tenho pago, por algo pelo qual nem sou responsável, até agora, há 50 anos". Ghiggia, por outro lado, diria que apenas 3 pessoas já silenciaram o Maracanã: Frank Sinatra, o Papa João Paulo II e ele.

### Copa do Mundo da FIFA de 1970
Uruguai e Brasil não se encontrariam em outra Copa do Mundo da FIFA até as semifinais de 1970. O jogo foi descrito por alguns como uma das partidas mais memoráveis entre eles, pois ocorreu exatamente 20 anos e 1 dia após o infame Maracanaço. O Brasil estava procurando se vingar da derrota em 1950, no entanto, o ponta uruguaio, Luis Cubilla, abriu o placar aos 19 minutos, no que parecia ser uma repetição da derrota dos brasileiros em 1950. No entanto, Clodoaldo, deixaria o placar em 1 a 1 antes do fim do primeiro tempo, e o futebol estilo samba do Brasil assumiria o controle no segundo tempo, quando Jairzinho e Rivellino marcariam dois gols cada para vencer o jogo por 3 a 1. Pelé também produziu uma das jogadas mais memoráveis da história do futebol, quando no segundo tempo, ele recebeu um passe longo de Tostão, e enganou o goleiro uruguaio Ladislao Mazurkiewicz ao não tocar na bola, fazendo com que o goleiro saísse de sua área de pênalti e permitindo que Pelé fizesse um chute claro. No entanto, no final, ele errou e a bola saiu um pouco para fora da trave mais distante. O Brasil iria então para a final, onde derrotou a rival Itália por 4 a 1.

## Estatísticas
Última atualização: 27 de março de 2025
| Copa do Mundo da FIFA                  | 2  | 1  | 0  | 1  | 4   | 3   |
| Copa das Confederações da FIFA         | 1  | 1  | 0  | 0  | 2   | 1   |
| Mundialito                             | 1  | 0  | 0  | 1  | 1   | 2   |
| Eliminatórias da Copa do Mundo da FIFA | 14 | 6  | 6  | 2  | 27  | 15  |
| Copa América                           | 27 | 9  | 9  | 9  | 37  | 40  |
| Campeonato Pan-Americano               | 1  | 1  | 0  | 0  | 4   | 2   |
| Copa Rio Branco/Taça do Atlântico      | 22 | 11 | 6  | 5  | 40  | 30  |
| Partidas amistosas                     | 13 | 10 | 0  | 3  | 30  | 8   |
| Total                                  | 81 | 39 | 21 | 21 | 145 | 101 |

### Maiores goleadas
A favor do Brasil:
- Brasil 6 x 1 Uruguai - Estádio São Januário, Rio de Janeiro - 14 de maio de 1944

A favor do Uruguai:
- Uruguai 6 x 0 Brasil - Estádio Sporting Club, Valparaíso, Chile - 18 de setembro de 1920

### Comparativo de títulos
| Competição              | Brasil | Uruguai |
| ----------------------- | ------ | ------- |
| Copa do Mundo           | 5      | 2       |
| Jogos Olímpicos         | 0      | 2       |
| Total Mundial           | 5      | 4       |
| Copa das Confederações  | 4      | 0       |
| Mundialito              | 0      | 1       |
| Copa América            | 9      | 15      |
| Campeonato Panamericano | 2      | 0       |
| Total                   | 20     | 20      |

Observação: Apenas os Jogos Olímpicos de 1908 até 1956 são considerados oficiais: .

## Lista de partidas
A seguir, o histórico de confrontos de futebol entre Brasil e Uruguai.
| #  | Data                    | Localização               | Mandante | Placar      | Visitante | Competição                                    |
| -- | ----------------------- | ------------------------- | -------- | ----------- | --------- | --------------------------------------------- |
| 1  | 12 de julho de 1916     | Buenos Aires, Argentina   | Uruguai  | 2–1         | Brasil    | Copa América de 1916                          |
| 2  | 18 de julho de 1916     | Montevidéu, Uruguai       | Uruguai  | 0–1         | Brasil    | Partida amistosa                              |
| 3  | 7 de outubro de 1917    | Montevidéu, Uruguai       | Uruguai  | 4–0         | Brasil    | Copa América de 1917                          |
| 4  | 16 de outubro de 1917   | Montevidéu, Uruguai       | Uruguai  | 3–1         | Brasil    | Partida amistosa                              |
| 5  | 26 de maio de 1919      | Rio de Janeiro, Brasil    | Brasil   | 2–2         | Uruguai   | Copa América de 1919                          |
| 6  | 29 de maio de 1919      | Rio de Janeiro, Brasil    | Brasil   | 1–0         | Uruguai   | Copa América de 1919                          |
| 7  | 18 de setembro de 1920  | Valparaíso, Chile         | Uruguai  | 6–0         | Brasil    | Copa América de 1920                          |
| 8  | 23 de outubro de 1921   | Buenos Aires, Argentina   | Uruguai  | 2–1         | Brasil    | Copa América de 1921                          |
| 9  | 1 de outubro de 1922    | Rio de Janeiro, Brasil    | Brasil   | 0–0         | Uruguai   | Copa América de 1922                          |
| 10 | 25 de novembro de 1923  | Montevidéu, Uruguai       | Uruguai  | 2–1         | Brasil    | Copa América de 1923                          |
| 11 | 6 de setembro de 1931   | Rio de Janeiro, Brasil    | Brasil   | 2–0         | Uruguai   | Copa Rio Branco 1931                          |
| 12 | 4 de dezembro de 1932   | Montevidéu, Uruguai       | Uruguai  | 1–2         | Brasil    | Copa Rio Branco 1932                          |
| 13 | 19 de janeiro de 1937   | Buenos Aires, Argentina   | Brasil   | 3–2         | Uruguai   | Copa América de 1937                          |
| 14 | 24 de março de 1940     | Rio de Janeiro, Brasil    | Brasil   | 3–4         | Uruguai   | Copa Rio Branco 1940                          |
| 15 | 31 de março de 1940     | Rio de Janeiro, Brasil    | Brasil   | 1–1         | Uruguai   | Copa Rio Branco 1940                          |
| 16 | 24 de janeiro de 1942   | Montevidéu, Uruguai       | Uruguai  | 1–0         | Brasil    | Copa América de 1942                          |
| 17 | 14 de maio de 1944      | Rio de Janeiro, Brasil    | Brasil   | 6–1         | Uruguai   | Partida amistosa                              |
| 18 | 17 de maio de 1944      | São Paulo, Brasil         | Brasil   | 4–0         | Uruguai   | Partida amistosa                              |
| 19 | 7 de fevereiro de 1945  | Santiago, Chile           | Brasil   | 3–0         | Uruguai   | Copa América de 1945                          |
| 20 | 5 de janeiro de 1946    | Montevidéu, Uruguai       | Uruguai  | 4–3         | Brasil    | Copa Rio Branco 1946                          |
| 21 | 9 de janeiro de 1946    | Montevidéu, Uruguai       | Uruguai  | 1–1         | Brasil    | Copa Rio Branco 1946                          |
| 22 | 23 de janeiro de 1946   | Buenos Aires, Argentina   | Brasil   | 4–3         | Uruguai   | Copa América de 1946                          |
| 23 | 29 de março de 1947     | São Paulo, Brasil         | Brasil   | 0–0         | Uruguai   | Copa Rio Branco 1947                          |
| 24 | 1 de abril de 1947      | Rio de Janeiro, Brasil    | Brasil   | 3–2         | Uruguai   | Copa Rio Branco 1947                          |
| 25 | 4 de abril de 1948      | Montevidéu, Uruguai       | Uruguai  | 1–1         | Brasil    | Copa Rio Branco 1948                          |
| 26 | 11 de abril de 1948     | Montevidéu, Uruguai       | Uruguai  | 4–2         | Brasil    | Copa Rio Branco 1948                          |
| 27 | 30 de abril de 1949     | Rio de Janeiro, Brasil    | Brasil   | 5–1         | Uruguai   | Copa América de 1949                          |
| 28 | 6 de maio de 1950       | São Paulo, Brasil         | Brasil   | 3–4         | Uruguai   | Copa Rio Branco 1950                          |
| 29 | 14 de maio de 1950      | Rio de Janeiro, Brasil    | Brasil   | 3–2         | Uruguai   | Copa Rio Branco 1950                          |
| 30 | 18 de maio de 1950      | Rio de Janeiro, Brasil    | Brasil   | 1–0         | Uruguai   | Copa Rio Branco 1950                          |
| 31 | 16 de julho de 1950     | Rio de Janeiro, Brasil    | Uruguai  | 2–1         | Brasil    | Copa do Mundo FIFA de 1950                    |
| 32 | 16 de abril de 1952     | Santiago, Chile           | Brasil   | 4–2         | Uruguai   | Campeonato Pan-Americano 1952                 |
| 33 | 15 de março de 1953     | Lima, Peru                | Brasil   | 1–0         | Uruguai   | Copa América de 1953                          |
| 34 | 10 de fevereiro de 1956 | Montevidéu, Uruguai       | Uruguai  | 0–0         | Brasil    | Copa América de 1956                          |
| 35 | 24 de junho de 1956     | Rio de Janeiro, Brasil    | Brasil   | 2–0         | Uruguai   | Taça do Atlântico 1956                        |
| 36 | 28 de março de 1957     | Lima, Peru                | Uruguai  | 3–2         | Brasil    | Copa América de 1957                          |
| 37 | 26 de junho de 1959     | Buenos Aires, Argentina   | Brasil   | 3–1         | Uruguai   | Copa América de 1959                          |
| 38 | 12 de dezembro de 1959  | Guayaquil, Equador        | Uruguai  | 3–0         | Brasil    | Copa América de 1959                          |
| 39 | 9 de julho de 1960      | Montevidéu, Uruguai       | Uruguai  | 1–0         | Brasil    | Taça do Atlântico 1960                        |
| 40 | 7 de setembro de 1965   | Belo Horizonte, Brasil    | Brasil   | 3–0         | Uruguai   | Partida amistosa                              |
| 41 | 25 de junho de 1967     | Montevidéu, Uruguai       | Uruguai  | 0–0         | Brasil    | Copa Rio Branco 1967                          |
| 42 | 28 de junho de 1967     | Montevidéu, Uruguai       | Uruguai  | 2–2         | Brasil    | Copa Rio Branco 1967                          |
| 43 | 1 de julho de 1967      | Montevidéu, Uruguai       | Uruguai  | 1–1         | Brasil    | Copa Rio Branco 1967                          |
| 44 | 9 de junho de 1968      | São Paulo, Brasil         | Brasil   | 2–0         | Uruguai   | Copa Rio Branco 1968                          |
| 45 | 12 de junho de 1968     | Rio de Janeiro, Brasil    | Brasil   | 4–0         | Uruguai   | Copa Rio Branco 1968                          |
| 46 | 17 de junho de 1970     | Guadalajara, México       | Brasil   | 3–1         | Uruguai   | Copa do Mundo FIFA de 1970                    |
| 47 | 25 de fevereiro de 1976 | Montevidéu, Uruguai       | Uruguai  | 1–2         | Brasil    | Copa Rio Branco 1976 e Taça do Atlântico 1976 |
| 48 | 28 de abril de 1976     | Rio de Janeiro, Brasil    | Brasil   | 2–1         | Uruguai   | Copa Rio Branco 1976 e Taça do Atlântico 1976 |
| 49 | 31 de maio de 1979      | Rio de Janeiro, Brasil    | Brasil   | 5–1         | Uruguai   | Partida amistosa                              |
| 50 | 27 de agosto de 1980    | Fortaleza, Brasil         | Brasil   | 1–0         | Uruguai   | Partida amistosa                              |
| 51 | 10 de janeiro de 1981   | Montevidéu, Uruguai       | Uruguai  | 2–1         | Brasil    | Mundialito 1980                               |
| 52 | 27 de outubro de 1983   | Montevidéu, Uruguai       | Uruguai  | 2–0         | Brasil    | Copa América de 1983                          |
| 53 | 4 de novembro de 1983   | Salvador, Brasil          | Brasil   | 1–1         | Uruguai   | Copa América de 1983                          |
| 54 | 21 de junho de 1984     | Curitiba, Brasil          | Brasil   | 1–0         | Uruguai   | Partida amistosa                              |
| 55 | 2 de maio de 1985       | Recife, Brasil            | Brasil   | 2–0         | Uruguai   | Partida amistosa                              |
| 56 | 16 de julho de 1989     | Rio de Janeiro, Brasil    | Uruguai  | 0–1         | Brasil    | Copa América de 1989                          |
| 57 | 11 de julho de 1991     | Viña del Mar, Chile       | Brasil   | 1–1         | Uruguai   | Copa América de 1991                          |
| 58 | 30 de abril de 1992     | Montevidéu, Uruguai       | Uruguai  | 1–0         | Brasil    | Partida amistosa                              |
| 59 | 25 de novembro de 1992  | Campina Grande, Brasil    | Brasil   | 1–2         | Uruguai   | Partida amistosa                              |
| 60 | 15 de agosto de 1993    | Montevidéu, Uruguai       | Uruguai  | 1–1         | Brasil    | Eliminatórias da Copa do Mundo FIFA de 1994   |
| 61 | 19 de setembro de 1993  | Rio de Janeiro, Brasil    | Brasil   | 2–0         | Uruguai   | Eliminatórias da Copa do Mundo FIFA de 1994   |
| 62 | 23 de julho de 1995     | Montevidéu, Uruguai       | Uruguai  | 1–1 (5–3 p) | Brasil    | Copa América de 1995                          |
| 63 | 11 de outubro de 1995   | Salvador, Brasil          | Brasil   | 2–0         | Uruguai   | Partida amistosa                              |
| 64 | 18 de julho de 1999     | Assunção, Paraguai        | Uruguai  | 0–3         | Brasil    | Copa América de 1999                          |
| 65 | 28 de junho de 2000     | Rio de Janeiro, Brasil    | Brasil   | 1–1         | Uruguai   | Eliminatórias da Copa do Mundo FIFA de 2002   |
| 66 | 1 de julho de 2001      | Montevidéu, Uruguai       | Uruguai  | 1–0         | Brasil    | Eliminatórias da Copa do Mundo FIFA de 2002   |
| 67 | 19 de novembro de 2003  | Curitiba, Brasil          | Brasil   | 3–3         | Uruguai   | Eliminatórias da Copa do Mundo FIFA de 2006   |
| 68 | 21 de julho de 2004     | Lima, Peru                | Brasil   | 1–1 (5–3 p) | Uruguai   | Copa América de 2004                          |
| 69 | 30 de março de 2005     | Montevidéu, Uruguai       | Uruguai  | 1–1         | Brasil    | Eliminatórias da Copa do Mundo FIFA de 2006   |
| 70 | 10 de julho de 2007     | Maracaibo, Venezuela      | Uruguai  | 2–2 (4–5 p) | Brasil    | Copa América de 2007                          |
| 71 | 21 de novembro de 2007  | São Paulo, Brasil         | Brasil   | 2–1         | Uruguai   | Eliminatórias da Copa do Mundo FIFA de 2010   |
| 72 | 6 de junho de 2009      | Montevidéu, Uruguai       | Uruguai  | 0–4         | Brasil    | Eliminatórias da Copa do Mundo FIFA de 2010   |
| 73 | 26 de junho de 2013     | Belo Horizonte, Brasil    | Brasil   | 2–1         | Uruguai   | Copa das Confederações FIFA de 2013           |
| 74 | 25 de março de 2016     | Recife, Brasil            | Brasil   | 2–2         | Uruguai   | Eliminatórias da Copa do Mundo FIFA de 2018   |
| 75 | 23 de março de 2017     | Montevidéu, Uruguai       | Uruguai  | 1–4         | Brasil    | Eliminatórias da Copa do Mundo FIFA de 2018   |
| 76 | 16 de novembro de 2018  | Londres, Inglaterra       | Brasil   | 1–0         | Uruguai   | Partida amistosa                              |
| 77 | 17 de novembro de 2020  | Montevidéu, Uruguai       | Uruguai  | 0–2         | Brasil    | Eliminatórias da Copa do Mundo FIFA de 2022   |
| 78 | 14 de outubro de 2021   | Manaus, Brasil            | Brasil   | 4–1         | Uruguai   | Eliminatórias da Copa do Mundo FIFA de 2022   |
| 79 | 17 de outubro de 2023   | Montevidéu, Uruguai       | Uruguai  | 2–0         | Brasil    | Eliminatórias da Copa do Mundo FIFA de 2026   |
| 80 | 6 de julho de 2024      | Las Vegas, Estados Unidos | Uruguai  | 0–0 (4–2 p) | Brasil    | Copa América de 2024 (quartas de final)       |
| 81 | 19 de novembro de 2024  | Salvador, Brasil          | Brasil   | 1–1         | Uruguai   | Eliminatórias da Copa do Mundo FIFA de 2026   |

## Finais disputadas

### Copa do Mundo
16 de julho de 1950- Brasil 1x2 Uruguai - Maracanã, Brasil - Uruguai campeão.
Observação: Apesar da partida não ter sido uma final propriamente dita, o jogo era válido como decisão do quadrangular final, sendo Brasil e Uruguai os únicos ainda com chances de título.

### Mundialito
- 20 de janeiro de 1981 - Uruguai 2x1 Brasil - Centenário, Uruguai - Uruguai campeão único

### Copa América
- 26 de maio de 1919 – Brasil 2x2 Uruguai – Laranjeiras, Brasil
- 29 de maio de 1919 – Brasil 1x0 Uruguai – Laranjeiras, Brasil – Brasil campeão de 1919
- 1956 – Uruguai 0x0 Brasil – Centenário, Montevidéu, Uruguai – Uruguai campeão de 1956
- 27 de outubro de 1983 – Uruguai 2x0 Brasil – Centenário, Uruguai
- 4 de novembro de 1983 – Brasil 1x1 Uruguai – Fonte Nova, Salvador, Brasil – Uruguai campeão de 1983
- 16 de julho de 1989 – Brasil 1x0 Uruguai – Maracanã, Brasil – Brasil campeão de 1989
- 23 de julho de 1995 – Uruguai 1x1 Brasil (Uruguai 5x3 nos pênaltis) – Centenário, Uruguai – Uruguai campeão de 1995
- 18 de julho de 1999 – Brasil 3x0 Uruguai – Estádio Defensores del Chaco, Assunção, Paraguai – Brasil campeão de 1999

## Categorias de base

### Sub-23
Histórico dos resultados dos confrontos de futebol entre Brasil e Uruguai pela categoria Sub-23:
| Data                    | Cidade                          | Jogo             | Vencedor | Resultado | Competição                  |
| 30 de março de 1968     | Bogotá Colômbia                 | Uruguai - Brasil | Uruguai  | 2-1       | Pre-Olimpico Sub-23 de 1968 |
| 21 de janeiro de 1976   | Recife Brasil                   | Brasil - Uruguai | Empate   | 1-1       | Pre-Olimpico Sub-23 de 1976 |
| 24 de abril de 1987     | Santa Cruz de la Sierra Bolívia | Uruguai - Brasil | Empate   | 1-1       | Pre-Olimpico Sub-23 de 1987 |
| 27 de fevereiro de 1996 | Tandil Argentina                | Brasil - Uruguai | Empate   | 0-0       | Pre-Olimpico Sub-23 de 1996 |
| 3 de março de 1996      | Mar del Plata Argentina         | Brasil - Uruguai | Brasil   | 3-1       | Pre-Olimpico Sub-23 de 1996 |
| 6 de fevereiro de 2000  | Londrina Brasil                 | Brasil - Uruguai | Empate   | 2-2       | Pre-Olimpico Sub-23 de 2000 |
| 11 de janeiro de 2004   | Concepción Chile                | Brasil - Uruguai | Empate   | 1-1       | Pre-Olimpico Sub-23 de 2004 |
| 23 de julho de 2015     | Hamilton Canadá                 | Brasil - Uruguai | Uruguai  | 1-2       | Jogos Pan-Americanos 2015   |
| 22 de janeiro de 2020   | Pereira Colômbia                | Brasil - Uruguai | Brasil   | 3-1       | Pré-Ólímpico Sub 23 de 2020 |
| 6 de fevereiro de 2020  | Bucaramanga Colômbia            | Brasil - Uruguai | Empate   | 1-1       | Pré-Ólímpico Sub 23 de 2020 |

#### Estatísticas da Sub-23
Até 06 de fevereiro de 2020
| Vitórias Brasil  | 2  |
| Empates          | 6  |
| Vitórias Uruguai | 2  |
| Golos Brasil     | 14 |
| Golos Uruguai    | 12 |

### Sub-20
Histórico dos resultados dos confrontos de futebol entre Brasil e Uruguai pela categoria Sub-20:
| Data                    | Cidade                     | Jogo               | Vencedor | Resultado | Competição                |
| 13 de janeiro de 1954   | Caracas Venezuela          | Uruguai - Brasil   | Empate   | 1-1       | Sul-americano Sub-19 1954 |
| 18 de março de 1958     | Chile                      | Uruguai - Brasil   | Empate   | 2-2       | Sul-americano Sub-19 1958 |
| 11 de março de 1967     | Assunção Paraguai          | Brasil - Uruguai   | Brasil   | 3-1       | Sul-americano Sub-19 1967 |
| 24 de março de 1974     | Chile                      | Brasil - Uruguai   | Empate   | 1-1       | Sul-americano Sub-19 1974 |
| 13 de março de 1974     | Santiago Chile             | Brasil - Uruguai   | Brasil   | 2-1       | Sul-americano Sub-19 1974 |
| 23 de agosto de 1975    | Lima Peru                  | Uruguai - Brasil   | Uruguai  | 2-0       | Sul-americano Sub-19 1975 |
| 6 de maio de 1977       | Venezuela                  | Uruguai - Brasil   | Empate   | 0-0       | Sul-americano Sub-20 1977 |
| 9 de julho de 1977      | Rades Tunísia              | Uruguai - Brasil   | Brasil   | 0-4       | Mundial Sub-20 1977       |
| 25 de janeiro de 1979   | Uruguai                    | Uruguai - Brasil   | Uruguai  | 1-0       | Sul-americano Sub-20 1979 |
| 1 de março de 1981      | Equador                    | Brasil - Uruguai   | Uruguai  | 1-2       | Sul-americano Sub-20 1981 |
| 31 de janeiro de 1983   | Bolívia                    | Uruguai - Brasil   | Brasil   | 1-3       | Sul-americano Sub-20 1983 |
| 9 de fevereiro de 1983  | Bolívia                    | Uruguai - Brasil   | Empate   | 0-0       | Sul-americano Sub-20 1983 |
| 25 de janeiro de 1985   | Assunção Paraguai          | Uruguai - Brasil   | Brasil   | 0-1       | Sul-americano Sub-20 1985 |
| 4 de fevereiro de 1987  | Pereira Colômbia           | Uruguai - Brasil   | Empate   | 1-1       | Sul-americano Sub-20 1987 |
| 13 de maio de 1988      | Buenos Aires Argentina     | Brasil - Uruguai   | Brasil   | 1-0       | Sul-americano Sub-20 1988 |
| 13 de fevereiro de 1991 | Venezuela                  | Brasil - Uruguai   | Empate   | 0-0       | Sul-americano Sub-20 1991 |
| 26 de agosto de 1992    | Medellín Colômbia          | Brasil - Uruguai   | Empate   | 0-0       | Sul-americano Sub-20 1992 |
| 7 de fevereiro de 1997  | La Serena Chile            | Brasil - Uruguai   | Empate   | 0-0       | Sul-americano Sub-20 1997 |
| 14 de janeiro de 1999   | Tandil Argentina           | Uruguai - Brasil   | Empate   | 0-0       | Sul-americano Sub-20 1999 |
| 25 de janeiro de 1999   | Mar del Plata Argentina    | Uruguai - Brasil   | Empate   | 2-2       | Sul-americano Sub-20 1999 |
| 18 de abril de 1999     | Lagos Nigéria              | Uruguai - Brasil   | Uruguai  | 2-1       | Mundial Sub-20 1999       |
| 28 de janeiro de 2003   | Montevidéu Uruguai         | Uruguai - ' Brasil | Brasil   | 1-2       | Sul-americano Sub-20 2003 |
| 25 de janeiro de 2005   | Pereira Colômbia           | Uruguai - Brasil   | Brasil   | 2-4       | Sul-americano Sub-20 2005 |
| 23 de janeiro de 2007   | Assunção Paraguai          | Brasil- Uruguai    | Brasil   | 3-1       | Sul-americano Sub-20 2007 |
| 31 de janeiro de 2009   | Ciudad Guayana Venezuela   | Uruguai - Brasil   | Brasil   | 2-3       | Sul-americano Sub-20 2009 |
| 7 de outubro de 2009    | Porto Saíde Egito          | Brasil - Uruguai   | Brasil   | 3-1       | Mundial Sub-20 2009       |
| 12 de fevereiro de 2011 | Arequipa Peru              | Uruguai - Brasil   | Brasil   | 0-6       | Sulamericano Sub-20 2011  |
| 12 de janeiro de 2013   | San Juan Argentina         | Brasil - Uruguai   | Uruguai  | 2-3       | Sul-americano Sub-20 2013 |
| 17 de janeiro de 2015   | Maldonado Uruguai          | Uruguai - Brasil   | Uruguai  | 2-0       | Sul-americano Sub-20 2015 |
| 26 de janeiro de 2015   | Montevidéu Uruguai         | Uruguai - Brasil   | Empate   | 0-0       | Sul-americano Sub-20 2015 |
| 11 de junho de 2015     | New Plymouth Nova Zelândia | Brasil - Uruguai   | Empate   | 0-0 (5-4) | Mundial Sub-20 2015       |
| 2 de fevereiro de 2017  | Quito Equador              | Uruguai - Brasil   | Uruguai  | 2-1       | Sul-americano Sub-20 2017 |

#### Estatísticas da Sub-20
Até 3 fevereiro de 2017
| Casa | Fora | Total | Brasil- Uruguai | Total | Fora | Casa |
| ---- | ---- | ----- | --------------- | ----- | ---- | ---- |
| 0    | 33   | 33    | Jogos           | 33    | 29   | 4    |
| 0    | 12   | 12    | Vitórias        | 9     | 7    | 2    |
| 0    | 12   | 12    | Empates         | 12    | 11   | 1    |
| 0    | 9    | 9     | Derrotas        | 12    | 11   | 1    |
| 0    | 47   | 47    | Golos marcados  | 33    | 29   | 4    |
| 0    | 33   | 33    | Golos sofridos  | 47    | 45   | 2    |

### Sub-17
Histórico dos resultados dos confrontos de futebol entre Brasil e Uruguai pela categoria Sub-17:
| Data                   | Cidade                          | Jogo             | Vencedor | Resultado | Competição                   |
| Abril de 1985          | Argentina                       | Uruguai - Brasil | Brasil   | 2-3       | Sul-americano Sub-16 1985    |
| 17 de maio de 1991     | Assunção Paraguai               | Uruguai - Brasil | Uruguai  | 1-0       | Sul-americano Sub-17 de 1991 |
| 6 de fevereiro de 1993 | Colômbia                        | Brasil - Uruguai | Brasil   | 2-0       | Sul-americano Sub-17 de 1993 |
| Maio de 1995           | Lima Peru                       | Brasil - Uruguai | Brasil   | 1-0       | Sul-americano Sub-17 de 1995 |
| 9 de março de 1997     | Pedro Juan Caballero Paraguai   | Brasil - Uruguai | Brasil   | 2-1       | Sul-americano Sub-17 de 1997 |
| 10 de maio de 2003     | Montero Bolívia                 | Uruguai - Brasil | Brasil   | 1-3       | Sul-americano Sub-17 de 2003 |
| 16 de maio de 2003     | Santa Cruz de la Sierra Bolívia | Uruguai - Brasil | Brasil   | 0-4       | Sul-americano Sub-17 de 2003 |
| 17 de abril de 2005    | Maracaibo Venezuela             | Uruguai - Brasil | Empate   | 2-2       | Sul-americano Sub-17 de 2005 |
| 28 de março de 2011    | Latacunga Equador               | Uruguai - Brasil | Empate   | 0-0       | Sul-americano Sub-17 de 2011 |
| 7 de julho de 2011     | Guadalajara México              | Uruguai - Brasil | Uruguai  | 3-0       | Mundial Sub-17 de 2011       |
| 5 de abril de 2013     | Mendoza Argentina               | Brasil - Uruguai | Empate   | 1-1       | Sul-americano Sub-17 de 2013 |
| 14 de abril de 2013    | San Luis Argentina              | Brasil - Uruguai | Brasil   | 1-0       | Sul-americano Sub-17 de 2013 |
| 23 de março de 2015    | Capiata Paraguai                | Uruguai - Brasil | Brasil   | 2-3       | Sul-americano Sub-17 de 2015 |

#### Estatísticas da Sub-17
Até 25 de março de 2016
| Casa | Fora | Total | Brasil- Uruguai | Total | Fora | Casa |
| ---- | ---- | ----- | --------------- | ----- | ---- | ---- |
| 0    | 13   | 13    | Jogos           | 13    | 13   | 0    |
| 0    | 8    | 8     | Vitórias        | 2     | 2    | 0    |
| 0    | 3    | 3     | Empates         | 3     | 3    | 0    |
| 0    | 2    | 2     | Derrotas        | 8     | 8    | 0    |
| 0    | 22   | 22    | Golos marcados  | 13    | 13   | 0    |
| 0    | 13   | 13    | Golos sofridos  | 22    | 22   | 0    |

## Futebol feminino
Histórico dos resultados dos confrontos de futebol entre Brasil e Uruguai pelo futebol feminino:
| Data                   | Cidade                  | Jogo             | Vencedor | Resultado | Competição                     |
| 22 de novembro de 2006 | Mar del Plata Argentina | Uruguai - Brasil | Brasil   | 0-6       | Sul-americano Feminino de 2006 |
| 12 de julho de 2007    | Rio de Janeiro Brasil   | Brasil - Uruguai | Brasil   | 4-0       | Jogos Pan-Americanos de 2007   |
| 7 de novembro de 2010  | Loja Equador            | Uruguai - Brasil | Brasil   | 0-4       | Sul-americano Feminino de 2010 |

### Estatísticas da Seleção Feminina
Até 25 de março de 2016
| Casa | Fora | Total | Brasil - Uruguai | Total | Fora | Casa |
| ---- | ---- | ----- | ---------------- | ----- | ---- | ---- |
| 1    | 2    | 3     | Jogos            | 3     | 3    | 0    |
| 1    | 2    | 3     | Vitórias         | 0     | 0    | 0    |
| 0    | 0    | 0     | Empates          | 0     | 0    | 0    |
| 0    | 0    | 0     | Derrotas         | 3     | 3    | 0    |
| 4    | 10   | 14    | Golos marcados   | 0     | 0    | 0    |
| 0    | 0    | 0     | Golos sofridos   | 14    | 14   | 0    |